# 乙型流感病毒
乙型流感病毒（英文：Influenza B virus）是一种流感病毒，為正黏液病毒科乙型流感病毒屬下的一種（學名：Betainfluenzavirus），可引起流行性感冒。乙型流感病毒只感染人和鳍足类动物（比如海豹），因此乙型流感病毒并未造成如甲型流感病毒所致的各种流感大流行。虽然都会发生基因重排、抗原漂移，但乙型流感病毒在人群中的演化速率要低于甲型流感病毒（低2-3倍，但高于丙型流感病毒的演化速率）。尽管如此，乙型流感病毒依然可在世界范围内造成巨大伤亡，尤其是对青少年和儿童。
乙型流感病毒的基因序列含有14,548个核苷酸，分为8个单链RNA片段。依据其表面糖蛋白血球凝集素的抗原特性，流行的乙型流感病毒有两个分支：B/Yamagata/16/88-型病毒，以及 B/Victoria/2/87-型病毒，其中B/Yamagata毒株可能已在COVID-19大流行后消失。